# 阿尔卡托俄斯 (珀罗普斯之子)
阿尔卡托俄斯是希腊神话中珀罗普斯与希波达弥亚的儿子，阿特柔斯与堤厄斯忒斯的哥哥。先娶 Pyrgo，后娶 Euaechme ，是 Ischepolis，Callipolis，Iphinoe，Periboea 和 Automedusa 的父亲。玻俄提亚的翁刻斯托斯的国王墨伽柔斯的儿子 Euippus 被基塞龙山的狮子所杀，墨伽柔斯提出任何杀死狮子的人将得到他女儿 Euacchme 和他的王位。阿尔卡托俄斯杀死了狮子，得到了 Euacchme ，并继承了王位。阿尔卡托俄斯在阿波罗的帮助下重建了墨伽拉城墙。